# ダブルチャレンジ
ダブルチャレンジは、2001年7月にロデオが開発・発売したパチスロ機。4.1号機Aタイプ。AT機。保通協に登録された型式名は『ダブルチャレンジ』。

## 特徴
- 筐体右側のドット画面に天使もしくは悪魔が表示されており、特定の条件で入れ替わる。
- アシストタイム(AT)に「ドリームチャレンジ」というシステムを導入し、大量出玉も期待できる仕様であった。
- パチスロ必勝ガイドとのタイアップ企画で、ドリームチャレンジ30倍成功者にストラップを配布する「ライオンハートキャンペーン」が発表されていたが、「プレイヤーに30倍挑戦を強いるため、本来の自由なゲーム性を損なう」などの理由から、この企画は路線変更したキャンペーンとして行われ、結果的に当初の企画はお蔵入りの形となった。この企画のために用意されたストラップの台紙には末井昭による「ライオンハート認定証」が書かれていた。
- ボーナス告知ランプ搭載。

## スペック
| 設定 | BIG確率 | REG確率 |
| ---- | ------- | ------- |
| 1    | 1/439   | 1/897   |
| 2    | 1/436   | 1/851   |
| 3    | 1/434   | 1/851   |
| 4    | 1/428   | 1/840   |
| 5    | 1/399   | 1/799   |
| 6    | 1/238   | 1/720   |

※メーカー発表値

## AT
ATゲーム数は100Gまたは10G。「白7、白7、黒」当選で権利を得る（揃わなくても有効）。ドットのキャラが天使時と悪魔時で前者、後者と分かれる。AT中のコイン増加期待枚数は1Gあたり3枚程度で、AT100の場合は平均約300枚の出玉となる。

ATはボーナスが成立、終了しても引き継がれる。また、AT中にもATに当選すれば上乗せされる。さらに「ドリームチャレンジ」（後述）に挑戦することも可能（最大9999Gまで上乗せされる）。BIG終了後または台リセット（設定変更直後）の1G目にATに当選した場合に限り、ATゲーム数は500Gとなる。仮にそれで30倍に成功すると計算では15000Gとなるが最大ATゲームは9999Gと決められている。

## ドリームチャレンジ
プレイヤーは当選したATに関し、以下の選択を行う。
- 「ドリームチャレンジ」への挑戦（後述）
- 挑戦せず、そのまま消化。

挑戦への対価は、当選したATそのものである。従って、失敗の場合はATを放棄することとなる（1.5倍時のみ失敗しても救済措置として半分のゲーム数が得られる）。倍数は1.5倍、2倍、5倍、10倍、30倍。当選確率はそれぞれ約1/1.9、1/1.9、1/4.8、1/9.6、1/28.4となっており、それぞれの倍数よりも割高に設定されていた。例えば100GのATに対し30倍へのチャレンジが成功した場合、ATの継続ゲーム数は3000Gとなり、完走できた場合は1万枚の出玉がほぼ確定するという圧倒的な破壊力を持つ。極めてリスクは高いが、見返りも大きいうえに長期的に見ればどの倍率でも期待値が100%を超える。

## 演出
- 天使と悪魔の入れ替わりはベル当選時の一部で小潜伏を経て行われる。悪魔時は演出としてあくび時の1/2、キョロキョロ時の1/4で天使に入れ替わる。
- 小役予告。天使（悪魔）の頭の上に「小役スロット」が登場し、小役を予告する。
- タイミング告知。レバーオン時に「天使」ならお祈り、「悪魔」なら呪文を唱える。
- バックランプ演出。爆弾登場の逆転パターンもある。
- ドリームチャレンジ時では、全員天使のプレミアムパターンがある。
- レバーオン時の無音はビッグボーナス確定。
- その他、「ガメラ」のハープ音予告などがある。

## 関連商品

### ゲーム
- 『実戦パチスロ必勝法!Sammy's Collection』（サミー、2002年4月4日、PlayStation 2用ゲームソフト）
- オンラインゲームサイト『777town.net』にてプレイが可能である。
- 携帯サイト『サミー777タウン』にてプレイが可能である。

### 音楽CD
- 『ロデオメガミックス』（アンダーグラウンド・リベレーション・フォース、2002年4月21日、SSS-2）
- 『サミーパチスロ爆裂コンピ BEST SLOT SOUND SELECTION』（ポニーキャニオン、2005年9月7日、PCCR-90016）